# خروس بارسلوس

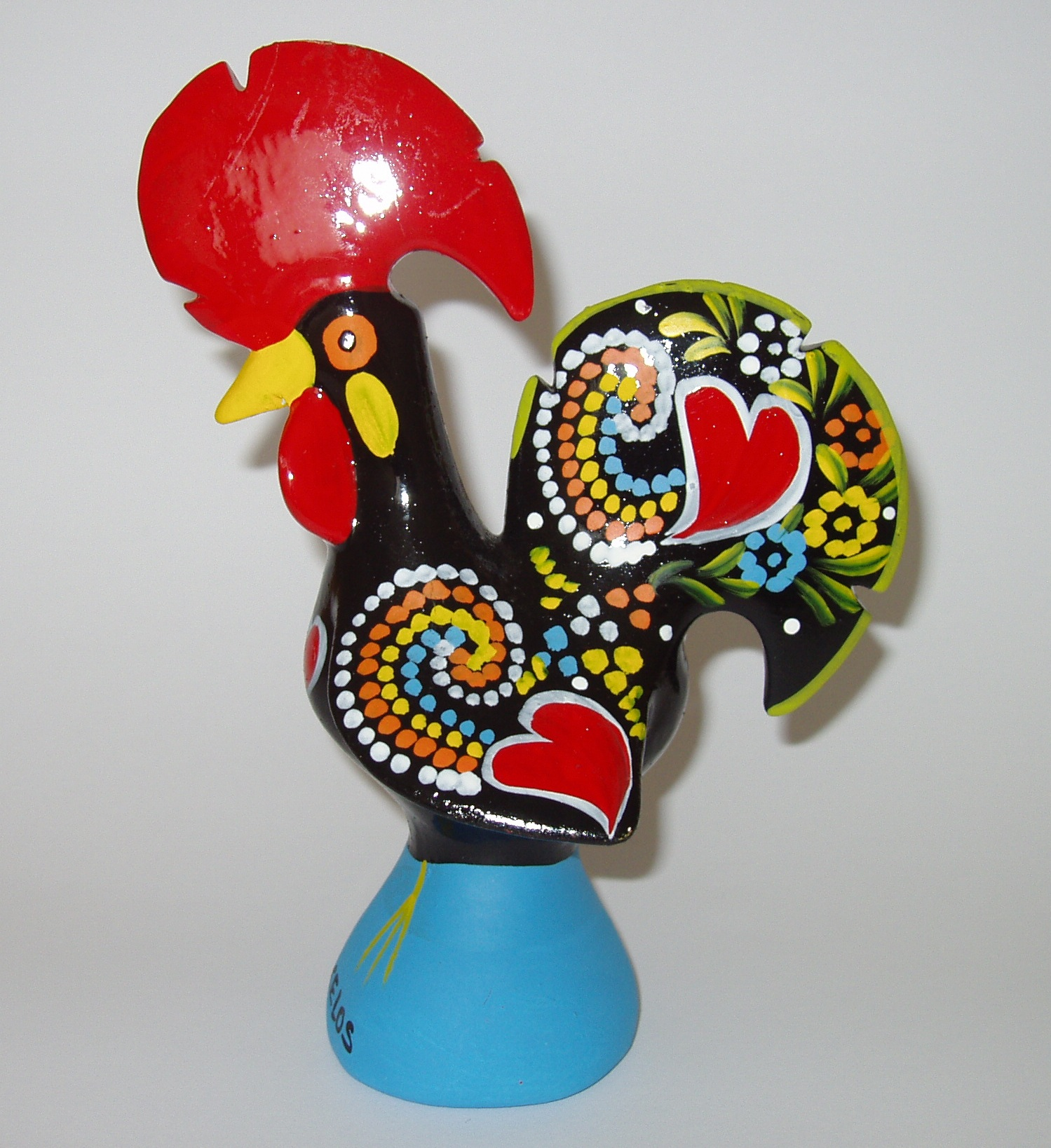
خروسِ بارسِلوس

خروس بارسلوس (به پرتغالی: Galo de Barcelos) یکی از رایجترین نمادهای کشور پرتغال است.

## افسانه
افسانه خروسِ بارسِلوس روایتگر داستان شفاعت معجزهآسای یک خروس مرده در اثبات بیگناهی مردی است که به اشتباه متهم به قتل و محکوم به مرگ شده‌است. داستان با جلجتای قرن هفدهمی مرتبط است که بخشی از مجموعه موزه باستانشناسی واقع در پاکو داس کندس در بارسِلوس - شهری در ناحیه براگا در شمال غربی پرتغال - می‌باشد.
بر اساس این افسانه، مقداری نقره از یک ملاّک در بارسِلوس ربوده شده و ساکنان شهر در جستجوی سارقی بودند که این جرم را مرتکب شده بود. یک روز، ناگهان مردی از سرزمین همسایه گالیسیا پیدا شد و همگان علی‌رغم ادعاهای بیگناهیاش، به وی مظنون بودند. مرد گالیسیایی سوگند یاد کرد که او صرفاً بهخاطر عهدی که با خدای خود بسته بود به نیّت زیارتِ مقبره سنت جان در سانتیاگو از بارسِلوس عبور می‌کرده‌است.
با این وجود، مقامات بارسِلوس، مرد گالیسیایی را دستگیر نموده و وی را به اعدام محکوم کرده بودند. مرد از مجریان حکم تقاضا کرد وی را نزد قاضی ببرند که حکم مرگ وی را صادر نموده بود. مقامات درخواست محکوم را اجابت نموده و وی را به خانه دادرس که مشغول برگزاری ضیافت با دوستانش بود هدایت نمودند. محکوم گالیسیایی برای شهادت بیگناهیاش، به خروس بریان شدهای که در بالای ضیافت بر میز غذا قرار داشت اشاره کرد و بانگ برآورد، "ایقان بیگناهی من تا حدی است که این خروس بریان شده هنگام اعدام من بانگ برخواهد آورد." قاضی در دم ظرف خروس بریان شده را به کناری نهاد تا از آن تناول نشود، با این حال پژوهشخواهی مرد گلیسیایی را نپذیرفت.
امّا زمانیکه زائر را به دار می‌آویختند، خروس بریان شده بر فراز میز غذا ایستاد و همانگونه که مرد گلیسیایی پیش‌بینی کرده بود بانگ برآورد. قاضی که به اشتباهش پی برده بود به پای چوبه دار دوید و مشاهده کرد که مرد گلیسیایی به لطف وجود یک گره ضعیف در حلقه طناب دار، از مرگ رسته‌است. مرد بیگناه بلافاصله آزاد شد.
سالها بعد، مرد گلیسیایی به بارسِلوس بازگشت و برای سپاس از مریم باکره و سنت جان، نَقری بر جلجتیای (یا صلیب) پروردگار خروس (به پرتغالی، "Cruzeiro do Senhor do Galo ") کندهکاری کرد. اکنون این بنا در موزه باستان-شناسی بارسِلوس قرار داده شده‌است.